# Marienberg (Saksen)
Marienberg is een stad in de Duitse deelstaat Saksen. De gemeente maakt deel uit van de Erzgebirgskreis.
Marienberg telt 16.716 inwoners en is met een oppervlakte van 111,3 km² de op een na grootste gemeente in de Landkreis.

## Geografie

### Ligging
De stad ligt in het middel-Ertsgebergte op een hoogvlakte noordelijk van de beboste Ertsgebergtekam (hoogste punt 891 meter NN Hirtshain, laagste punt 460 meter NN). De historische stadskern is in stijl van de Italiaanse renaissance volkomen rechthoekig aangelegd. In het centrum bevindt zich een vierkant
Marktplein ter grootte van een hectare.

### Indeling
| - Ansprung - Dörfel - Gebirge - Gelobtland - Grundau - Hüttengrund | - Kühnhaide - Lauta - Lauterbach - Niederlauterstein - Pobershau - Reitzenhain | - Rittersberg - Rübenau - Satzung - Sorgau - Zöblitz |

## Geboren
- David Pohle (1624-1695), componist
- Wolfgang Iser (1926–2007), anglist en literatuurwetenschapper
- Ines Geißler (1963), zwemster en winnares Olympische Spelen

Amtsberg · Annaberg-Buchholz · Aue-Bad Schlema · Auerbach · Bärenstein · Bockau · Börnichen/Erzgeb. · Breitenbrunn/Erzgeb. · Burkhardtsdorf · Crottendorf · Deutschneudorf · Drebach · Ehrenfriedersdorf · Eibenstock · Elterlein · Gelenau/Erzgeb. · Geyer · Gornau · Gornsdorf · Großolbersdorf · Großrückerswalde · Grünhain-Beierfeld · Grünhainichen · Heidersdorf · Hohndorf · Jahnsdorf/Erzgeb. · Johanngeorgenstadt · Jöhstadt · Königswalde · Lauter-Bernsbach · Lößnitz · Lugau · Marienberg · Mildenau · Neukirchen/Erzgeb. · Niederdorf · Niederwürschnitz · Oberwiesenthal · Oelsnitz/Erzgeb. · Olbernhau · Pfaffroda · Pockau-Lengefeld · Raschau-Markersbach · Scheibenberg · Schlettau · Schneeberg · Schönheide · Schwarzenberg · Sehmatal · Seiffen/Erzgeb. · Stollberg/Erzgeb. · Stützengrün · Tannenberg · Thalheim · Thermalbad Wiesenbad · Thum · Wolkenstein · Zschopau · Zschorlau · Zwönitz